# Jack Evans

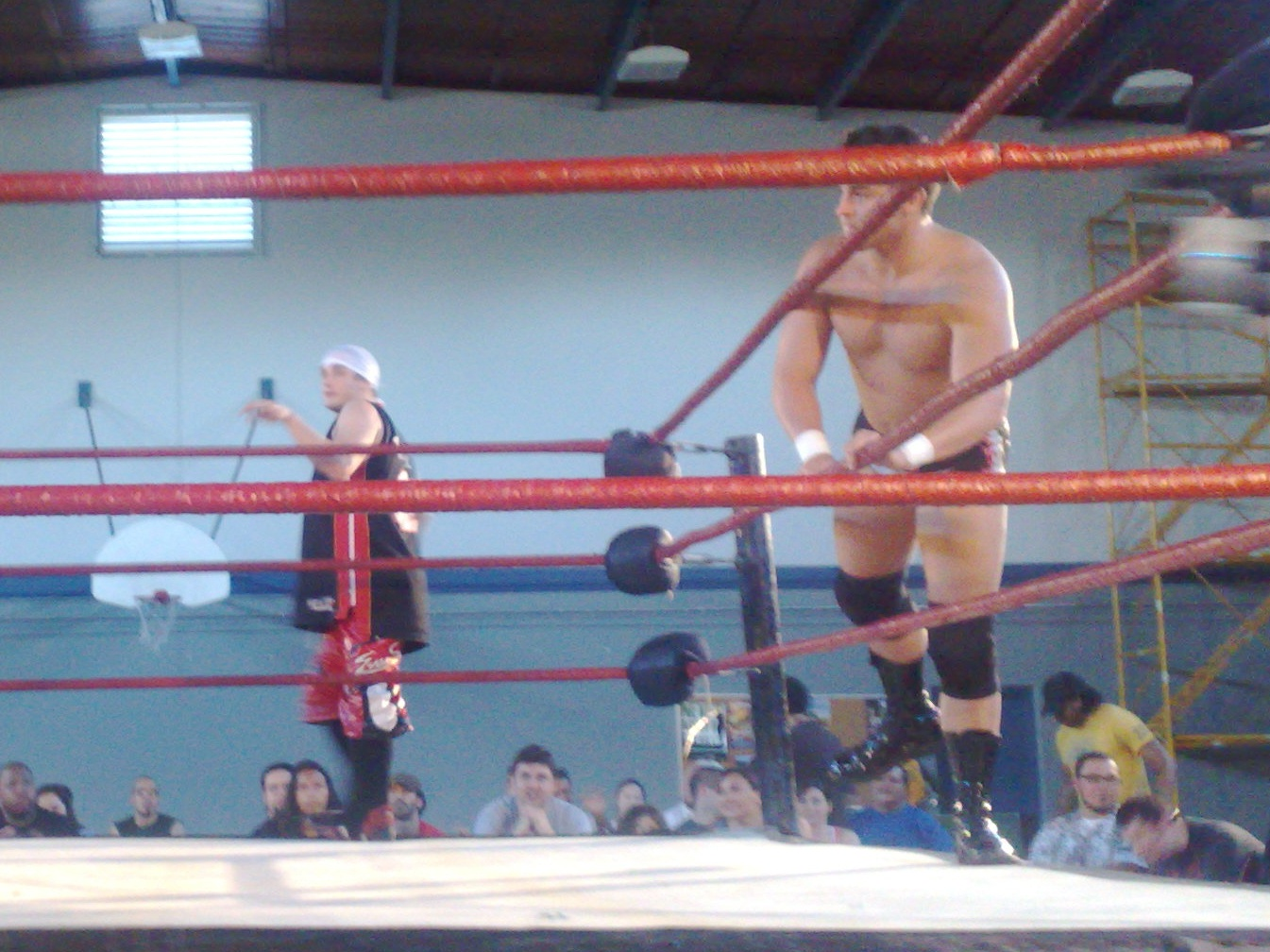
Evans (izquierda) entrando al ring junto con su compañero Roderick Strong.

Jack Fergal Miller (2 de abril de 1982) es un luchador profesional estadounidense más conocido por su nombre en el ring como Jack Evans quien actualmente trabaja regularmente para Lucha Libre AAA Worldwide (AAA). También es conocido por su trabajo con Stampede Wrestling, Ring of Honor, Dragon Gate, Combat Zone Wrestling, Pro Wrestling Guerrilla, All Elite Wrestling (AEW) y en algunas luchas en Wrestling Society X. Y Big Lucha. 
Miller, con un trasfondo de breakdance en su haber, es famoso por ser uno de los luchadores más ágiles del mundo.

## Carrera

### Preparación y principios de su carrera
Evans debutó en septiembre del 2000 contra Tiger Redding. Comenzó a luchar en Mat Rats Wrestling, empresa creada por Eric Bischoff. Fue allí que fue entrenado por Teddy Hart. A mediados del 2003, Evans se rompió un tobillo antes de competir en Stampede Wrestling. Después de recuperarse, luchó en la Major League Wrestling (MLW) en el 2003 y a principios del 2004. Retó por el MLW Junior Heavyweight Championship, pero perdió en una lucha individual contra el campeón Sonjay Dutt. También participó sin éxito en una Fatal-Four-Way Match contra Dutt, Puma y Chasyn Rance. Durante su tiempo en MLW, también luchó bajo una máscara como "Dark Fuego" haciendo equipo con Pete Wilson.

### Ring of Honor (2003-2006)
Evans debutó en Ring of Honor en 2003, haciendo equipo con Teddy Hart. Más tarde formaría parte del equipo Generation Next, a cuya salida formaría su propio equipo, Vulture Squad, con Ruckus, Jigsaw y Julius Smokes.

### Asistencia, Asesoría y Administración (2008-2016)
Evans debutó con Teddy Hart como rudo (heel), en un stable llamado The Hart Foundation 2.0 y también formando parte de la Legión Extranjera. Ellos fueron el terror de los luchadores Mexicanos y las piezas más fuertes de Konnan, pero la Legión atacó a Evans, cambiando a técnico (face) y enfrentándose a ellos en Triplemanía XVII saliendo ganador.
Inicia el año como uno de los nuevos ídolos de la afición mexicana, haciendo equipo generalmente con Extreme Tiger y con Rocky Romero. En Rey de reyes (2010), fue participante en el torneo entrando en el grupo 3 junto a Marco Corleone, Dark Ozz y Decnnis, pero fue derrotado.
En Triplemanía luchó en una lucha de naciones de eliminación junto a Nosawa, Extreme Tiger, y Christopher Daniels, para derrotarlo al final y coronarse por primera vez como campeón peso crucero AAA
El 21 de marzo, en León Guanajuato, en el evento de la AAA Rey de Reyes, Jack Evans y Extreme Tiger, se llevaron los títulos de parejas tras vencer a Silver King y Último Gladiador, tras combinar, el 630 y el 450 splash, sobre los antiguos campeones, haciendo a Evans doble campeón, al poseer el Campeonato Mundial en Parejas de la AAA y el Campeonato Mundial Crucero de la AAA.
En Triplemanía XIX defendieron los títulos ante los representantes de TNA, Abyss y Mr. Anderson.
A principios de 2013, Evans formó el equipo llamado "Los Güeros del Cielo"con el luchador sudafricano Angélico. El 18 de octubre en Héroes Inmortales VII, Evans y Angélico ganaron un encuentro a cuatro bandas para convertirse en los nuevos Campeones Mundiales en Parejas de AAA. El 7 de diciembre de 2014, en Guerra de Titanes, Angélico y Evans perdieron los Campeonato Mundial en Parejas de la AAA ante Joe Líder y Pentagón Jr. en un combate por equipos de tres vías que también incluyó a Fénix y Myzteziz. Evans y Ángelico luego entraron en una pelea con Dark Cuervo y Dark Escoria, que culminó el 14 de junio de 2015, en Verano de Escándalo, donde Evans y Ángelico salieron victoriosos en una jaula de acero Lucha de Apuestas. Según estipulación, Cuervo y Escoria se vieron obligados a afeitarse la cabeza después del combate.
El 29 de septiembre de 2016, Evans criticó a AAA y su compañero La Parka durante una entrevista con Solowrestling.com. Unos días después, AAA lo removió de todos los show que estaban programados. El 22 de octubre de 2016, Evans dejó AAA.

### Regreso a la AAA (2018-presente)
El 13 de julio, Evans hizo su regreso a la AAA como heel haciendo equipo con Juventud Guerrera y Taurus derrotando a Los Nuevos Mosqueteros del Diablo (La Máscara & Máximo) y Aero Star.

### All Elite Wrestling (2019-2022)
El 9 de mayo de 2019, como parte de la alianza con AAA, Evans firmó un contrato con All Elite Wrestling (AEW) donde se reuniría con Angélico para reformar su equipo como Los Güeros del Cielo.
El 31 de agosto en el evento de All Out, Evans y Angélico cayeron derrotados ante Private Party (Isiah Kassidy & Marq Quen) y al final lo atacan cambiándose a heel por primera vez. El 8 de octubre en el primer episodio de AEW Dark, haciendo equipo con Angélico y los Lucha Brothers (Fénix & Pentagón Jr.) para derrotar a Best Friends y Private Party en un combate de equipo de ocho hombres. El 26 de noviembre en AEW Dark, Evans desafió sin éxito a Kenny Omega por el Megacampeonato de AAA.

## Vida personal
Evans cita a Hayabusa, Great Sasuke y Blitzkrieg como sus principales inspiraciones mientras crecía.
En noviembre de 2003, en el evento Main Event Spectacles de ROH, Evans estuvo involucrado en un altercado entre bastidores con Samoa Joe. En marzo de 2009, Evans estuvo involucrado en una pelea entre bastidores con Juventud Guerrera. La pelea comenzó cuando Guerrera estuvo involucrado en una confrontación con Konnan, y Guerrera afirmó que Evans había estado trabajando duro durante el combate en el que él y Evans habían competido esa misma noche.
Evans está casado con una mujer llamada Sandy, quien dio a luz a su primer hijo, una hija, el 21 de octubre de 2014 y al segundo, un hijo, el 14 de noviembre de 2018.

## En lucha

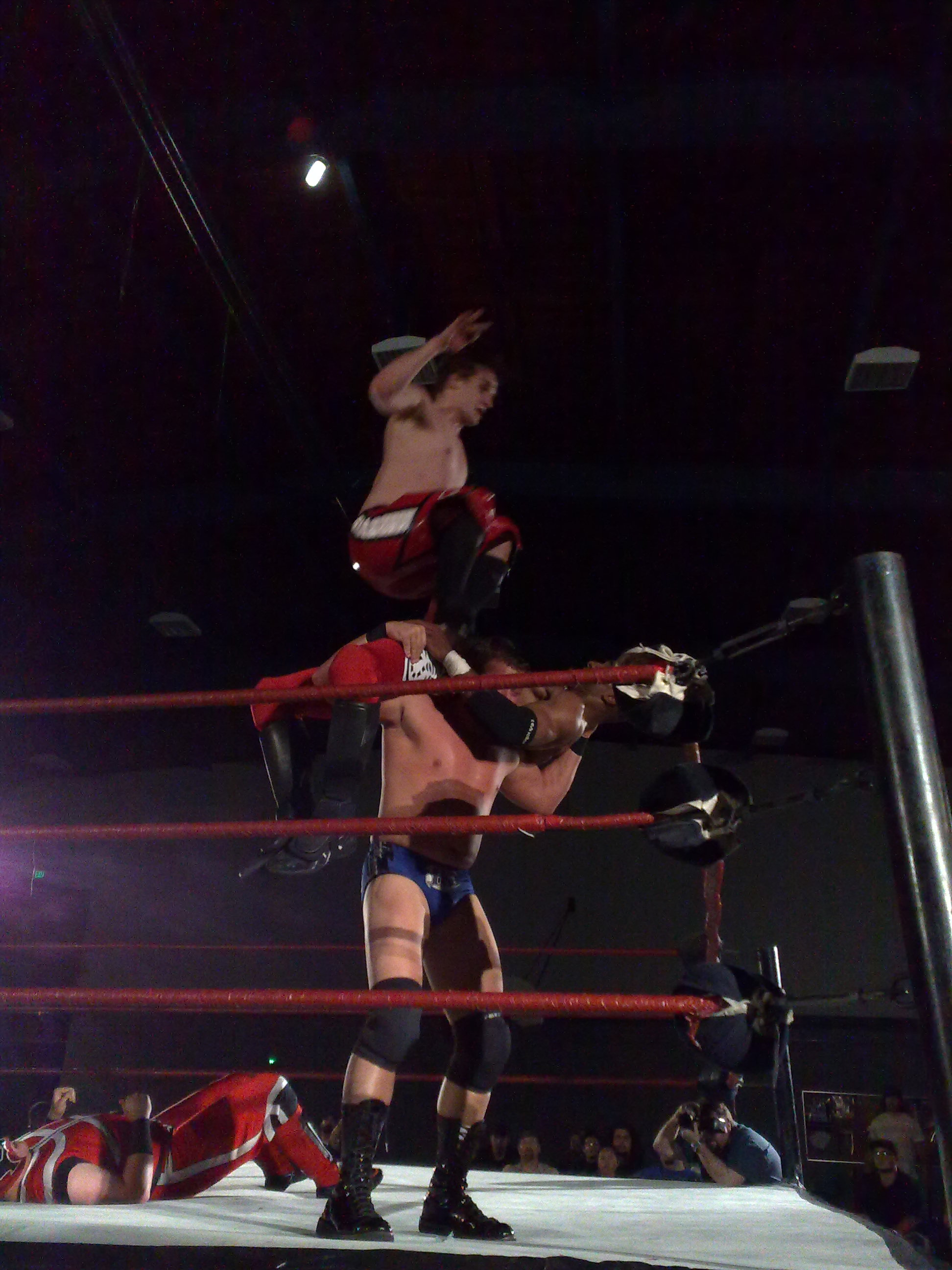
Evans y Roderick Strong realizando un "Skipping a Generation" a Scorpio Sky y Ronin.

- Movimientos finales
  - Ode to Blitzkrieg[2][1] (Standing corkscrew shooting star press seguido de standing corkscrew senton)
  - Stuntin' 101[2][1] (Springboard corkscrew moonsault)
  - Fuschischou[6] (630° senton desde una escalera)
  - 630° senton,[2][1] a veces realizando un 180° corkscrew[2][1] - innovado

- Movimientos de firma
  - Tornillo[2] (Diving corkscrew crossbody)[2]
  - Ong-Bak Special[1] (Jumping high-angle double knee drop con las piernas dobladas detrás del cuerpo) - parodiado de la película Ong-Bak
  - Evans Driver[2] (Sitout scoop slam piledriver)[2]
  - Flying Skytwister Face Kick[2][1] (Diving corkscrew superkick)
  - Springboard derivado en hurricanrana, corkscrew moonsault, somersault plancha, corkscrew roundhouse kick, spinning capoeira kick o backflip back elbow strike
  - Cartwheel derivado en over the top rope suicide corkscrew moonsault, back elbow smash, side kick o senton
  - Diving corkscrew somersault hurricanrana desde el piso del ring a un oponente en el exterior
  - Diving corkscrew moonsault moonsault, a veces hacia fuera del ring
  - Dropkick, a veces desde una posición elevada o realizando un 360° corkscrew
  - Double rotation diving moonsault, a veces hacia fuera del ring - 2003-presente; innovado
  - Diving somersault leg drop
  - Corkscrew corner slingshot splash
  - Varios tipos de 450° splash:
    - Diving
    - Corkscrew[2]
    - Standing corkscrew
    - Imploding[2]
    - Running[2]
    - Springboard,[2] a veces hacia fuera del ring

  - Jumping sitout powerbomb[2]
  - Diving backflip derivado en double foot stomp o DDT
  - Standing corkscrew moonsault
  - Bridging backslide pin
  - Northern lights suplex, a veces seguido de fisherman suplex o fisherman brainbuster
  - Sitout suplex slam
  - Diving moonsault side slam
  - Inverted hurricanrana[2]
  - Tornado DDT
  - Scoop slam[2]

- Mánager
  - Scott D'Amore
  - Julius Smokes
  - Konnan

- Apodos
  - "The Machine"
  - "The Dragon Slayer"
  - "Jumpin'" Jack Evans[2][1]

## Campeonatos y logros
- Asistencia, Asesoría y Administración
  - Campeonato de Peso Crucero de AAA (1 vez)
  - Campeonato Mundial en Parejas de AAA (4 veces) - con Extreme Tiger (1) y Angélico (3)

- AWA Washington
  - AWA Washington Heavyweight Championship (1 vez)

- Dragon Gate
  - Dragon Gate Open the Triangle Gate Championship (1 vez) – con CIMA y BxB Hulk

- Jersey All Pro Wrestling
  - JAPW Tag Team Championship (1 vez) – con Teddy Hart

- Pro Wrestling Guerrilla
  - PWG World Tag Team Championship (1 vez) – con Roderick Strong

- Pro Wrestling Unplugged
  - PWU Junior Heavyweight Championship (1 vez)

### Lucha de Apuestas
| Ganadores                                                 | Perdedores                              | Lugar                    | Evento                       | Fecha                   | Notas |
| --------------------------------------------------------- | --------------------------------------- | ------------------------ | ---------------------------- | ----------------------- | ----- |
| Los Güeros del Cielo (Angélico y Jack Evans) (cabelleras) | Dark Cuervo y Dark Escoria (cabelleras) | Monterrey, Nuevo León    | Verano de Escándalo          | 14 de junio de 2015     |       |
| Bestia 666 (cabellera)                                    | Jack Evans (cabellera)                  | Tijuana, Baja California | 6th Aniversario de The Crash | 14 de noviembre de 2017 |       |
| Orange Cassidy (cabellera)                                | Jack Evans (cabellera)                  | Rochester, Nueva York    | AEW Rampage                  | 1 de octubre de 2021    |       |